# Lac La Potherie
Lac La Potherie är en sjö i Kanada.   Den ligger i regionen Nord-du-Québec och provinsen Québec, i den östra delen av landet, 1 500 km norr om huvudstaden Ottawa. Lac La Potherie ligger 205 meter över havet. Arean är 116 kvadratkilometer. Den sträcker sig 18,8 kilometer i nord-sydlig riktning, och 19,0 kilometer i öst-västlig riktning.
Trakten runt Lac La Potherie består i huvudsak av gräsmarker. Trakten runt Lac La Potherie är nära nog obefolkad, med mindre än två invånare per kvadratkilometer.